# Придорожний
Придоро́жний (рос. Придорожный) — селище у складі Кетовського району Курганської області, Росія. Входить до складу Кетовської сільської ради.
Населення — 516 осіб (2010, 448 у 2002).